# Consoană sonantă
În fonetică, o consoană sonantă este o consoană în articularea căreia nu se produce un zgomot caracteristic consoanelor, ci mai degrabă se aseamănă vocalelor. Calea vocală se îngustează mai puțin decît în cazul fricativelor, fără producerea unor turbulențe audibile ale aerului. Un exemplu de consoană sonantă în limba română este [l], ca în cuvântul libelulă, pronunțat /li.be'lu.lə/. Tot în categoria sonantelor intră și semivocalele, de exemplu [j] din iepure /'je.pu.re/ sau [w] din musacaua /mu.sa'ka.wa/.
Există asemănări între următoarele perechi de consoane sonante și vocale:
- sonante palatale și vocale anterioare (de exemplu [j] și [i]);
- sonante velare și vocale posterioare (de exemplu [ɰ] și [ɯ]);
- sonante labializate palatale și vocale rotunjite anterioare (de exemplu [ɥ] și [y]).
- sonante labializate velare și vocale rotunjite posterioare (de exemplu [w] și [u]).

În aceste perechi, consoanele sonante sînt în general mai scurte și mai închise decît vocalele corespunzătoare.
În unele limbi consoanele sonante pot juca rol de vocale, constituind nucleul unei silabe.
Consoanele sonante se pot clasifica în următoarele grupe:
- sonante centrale, pronunțate lăsînd fluxul de aer să treacă pe deasupra centrului limbii;
- sonante lateral, în cazul cărora aerul trece pe o parte și pe cealalta a limbii (sau doar pe o parte);
- sonante coarticulate, în care trecerea aerulului este restricționată în două locuri distincte.

În sens mai larg sonantele includ în unele clasificări orice sunet care se pronunță fără a produce o întrerupere sau o fricțiune a fluxului de aer, deci vocale, consoane nazale, vibrante și bătute.